# Sant Quirze (Viladamat)
Sant Quirze és un edifici religiós del municipi de Viladamat (Alt Empordà) inclòs en l'Inventari del Patrimoni Arquitectònic de Catalunya.

## Descripció
Situada dins del nucli urbà de la població de Viladamat, a l'extrem nord del nucli antic.
Església d'una sola nau amb capelles laterals i absis semicircular a l'exterior, i poligonal a l'interior. La nau està coberta amb volta apuntada i la capçalera presenta volta de creueria, de la mateixa manera que la primera capella de la banda de tramuntana, bastida en pedra i de tradició gòtica. Un prim arc triomfal separa la nau de l'absis. La primera capella del mur de migdia està coberta amb una petita cúpula poligonal amb petxines, mentre que les altres dues presenten voltes rebaixades d'aresta. La comunicació entre les capelles i la nau es fa a través d'arcs apuntats bastits en pedra, sostinguts sobre pilastres. Al costat sud de l'absis hi ha la sagristia, a la que s'accedeix a través d'una porta rectangular emmarcada amb carreus. Als peus del temple hi ha el cor sustentat per un gran arc rebaixat sobre pilastres de pedra. A mode decoratiu destaquen les dues claus de volta de l'altar principal i la capella lateral de tramuntana, en aquest cas policromada. Cal destacar, també, les dues piques poligonals de pedra treballada, situades a l'altar principal i a la capella lateral de tramuntana, la qual fa les funcions de baptisteri. Les úniques obertures existents al temple es troben a la façana principal. És de composició senzilla, amb el portal d'accés rectangular, amb els brancals bastits amb carreus ben desbastats i la llinda plana gravada amb la data 1760. Damunt seu hi ha una petita fornícula d'arc de mig punt que conté una imatge, i un rosetó adovellat a la part superior. La façana està rematada per un campanar d'espadanya de perfil piramidal, format per dues arcades de mig punt amb campanes, i al costat, una altra espadanya amb coronament circular i lloc per tres campanes més. S'hi accedeix a través de la torre del campanar, de base quadrada i situada a l'extrem de migdia de la façana. L'aparell és de pedres de mides diverses sense treballar, lligades amb argamassa i amb pedres desbastades bastint les cantonades.

## Història
Les restes de l'església més antiga han desaparegut completament. Únicament queden algunes restes a la sortida sud del poble al costat del camí d'Albons. Antigament es coneixia com a Mercadal del pont de Sant Quirc i ara és conegut com el camp de la Capella, de propietat municipal. La primitiva capella era un agregat de la parròquia de Sant Feliu i, quan va ser enderrocada, es va construir l'actual temple.
A partir del 1617, data en què el bisbe va concedir el títol de sufragània a la nova església, Viladamat va tenir dos capellans. A principis del segle xix l'església de Sant Quirze va quedar com a única església parroquial. Possiblement es van reutilitzar elements de l'antiga capella per a aixecar la nova església, com ho demostren les arcades que delimiten la nau i la capçalera semicircular, així com els de les capelles laterals, de tradició gòtica. Es pot dir que aquest edifici ha tingut tres campanars. El primer era una espadanya senzilla acabada en aresta, amb finestres per a cinc campanes de diferents dimensions. Fou enderrocat durant la Guerra Civil Espanyola i va ser reconstruït als anys 50 en forma de torre de planta quadrada, amb arcades de mig punt i coberta piramidal. El 1997 va caure un llamp i va afectar el campanar, la qual cosa es va aprofitar per a reconstruir la primera versió del cloquer. A la llinda de la porta actual d'accés a l'interior hi apareix la data 1760.